# وینگروده
وینگروده (به آلمانی: Wingerode) یک شهر در آلمان است که در آیشسفلد واقع شده‌است. وینگروده ۱٬۲۵۹ نفر جمعیت دارد.